# Two Weeks
Two Weeks  (en hangul, 투윅스; romanización revisada, Tuwikseu) es una serie de televisión surcoreana de 2013 protagonizada por Lee Joon-gi, Kim So-yeon, Ryu Soo-young, Park Ha-sun, Kim Hye-ok, Jo Min-ki y Lee Chae-mi. Se transmitió en MBC del 7 de agosto al 26 de septiembre de 2013 los miércoles y jueves a las 21:55 con una duración de 16 episodios.

## Sinopsis
Jang Tae-san es un gánster de poca monta que ha aprendido a sobrevivir con su puño e ingenio. Conoce y se enamora de una estudiante universitaria, Seo In-hye, que ve un buen corazón y un alma herida debajo de su duro exterior. Cuando In-hye queda embarazada, Tae-san intenta dejar la organización de gánsteres para comenzar una vida, pero es chantajeado por el jefe de la pandilla, Moon Il-seok, que quiere que Tae-san vaya a la cárcel en su lugar; Il-seok amenaza con matar a In-hye si se niega. Entonces Tae-san le dice a In-hye que se haga un aborto y rompe cruelmente con ella, luego se va a la cárcel por varios años. 
Ocho años después, Tae-san dirige una pequeña casa de empeños. Un día, In-hye inesperadamente le hace una visita y le dice que ella cortó los lazos con su familia y tuvo al bebé, pero a su hija Soo-jin le han diagnosticado leucemia y necesita un trasplante de médula ósea y ya que ella no es compatible él debe ayudarla. Tae-san acepta someterse a la cirugía, que se realizará en dos semanas. Pero se ve envuelto en una intriga política cuando Il-seok conspira con un político corrupto, Jo Seo-hee, para enmarcar a Tae-san por el asesinato de un agente encubierto, infiltrado en la pandilla bajo las órdenes del fiscal Park Jae-kyung. Tae-san es arrestado por el detective Im Seung-woo, el actual prometido de In-hye. Mientras está siendo transportado, el auto de la policía sufre un accidente y Tae-san escapa. Ahora fugitivo, es perseguido por la policía y por un asesino, y lo que sigue son dos semanas de lucha desesperada por salvar su vida y la de su hija.

## Elenco
- Lee Joon-gi - Jang Tae-san[5][6][7][8][9]

- Kim So-yeon - Park Jae-kyung[10]

- Ryu Soo-young - Im Seung-woo[11]

- Park Ha-sun - Seo In-hye[12]
- Kim Hye-ok - Jo Seo-hee
- Jo Min-ki - Moon Il-seok
- Lee Chae-mi - Seo Soo-jin
- Song Jae Rim - Sr. Kim
- Kim Hyo-seo - Park Ji-sook
- Um Hyo-sup - Han Jung-woo
- Yoon Hee-seok - Do Sang-Hoon
- Moo Jin-sung - Kim Min-soo
- Jung In-gi - Yang Taek-nam
- Baek Seung-hoon - Kim Sang-ho
- Ahn Yong-joon - Jin Il-do
- Im Se-mi - Oh Mi-sook
- Park Joo-hyung - Im Hyung-jin
- Kim Bup-rae - Hwang Dae-joon
- Kim Young-choon - Jang Seok-Doo
- Chun Ho-jin - Han Chi-gook
- Ahn Se-ha - Go Man-seok[13][14]
- Bae Je-ki - Jo Dae-ryong
- Park Ha-na - Jang Young-ja
- Kang Ha-neul - Kim Sung-joon
- Hyun Nam - So-young
- Nam Kyung-eup - Im Ki-ho
- Ryu Kyung-soo
- Ahn Daniel - Estudiante
- Greena Park - Mujer en trabajo de parto
- Go In-Beom - padre de Jae-kyung
- Seo Yi-sook - Mujer sorda
- Chae Bin - hija de la mujer sorda
- So Hee-jung - señora Jeong

## Audiencia
| Episodio # | Fecha de emisión original | Promedio de audiencia compartida | Promedio de audiencia compartida | Promedio de audiencia compartida | Promedio de audiencia compartida |
| Episodio # | Fecha de emisión original | TNmS                             | TNmS                             | AGB Nielsen                      | AGB Nielsen                      |
| Episodio # | Fecha de emisión original | A escala nacional                | Seúl                             | A escala nacional                | Seúl                             |
| ---------- | ------------------------- | -------------------------------- | -------------------------------- | -------------------------------- | -------------------------------- |
| 1          | 7 de agosto de 2013       | 7.6%                             | 8.7%                             | 7.5%                             | 8.9%                             |
| 2          | 8 de agosto de 2013       | 7.7%                             | 9.2%                             | 8.0%                             | 9.8%                             |
| 3          | 14 de agosto de 2013      | 10.3%                            | 12.8%                            | 10.0%                            | 12.1%                            |
| 4          | 15 de agosto de 2013      | 8.8%                             | 10.5%                            | 9.2%                             | 11.1%                            |
| 5          | 21 de agosto de 2013      | 8.6%                             | 10.9%                            | 8.1%                             | 9.1%                             |
| 6          | 22 de agosto de 2013      | 9.2%                             | 10.4%                            | 10.1%                            | 12.0%                            |
| 7          | 28 de agosto de 2013      | 8.5%                             | 10.7%                            | 9.4%                             | 10.3%                            |
| 8          | 29 de agosto de 2013      | 9.0%                             | 10.4%                            | 11.5%                            | 13.4%                            |
| 9          | 4 de septiembre de 2013   | 9.8%                             | 11.4%                            | 9.5%                             | 10.6%                            |
| 10         | 5 de septiembre de 2013   | 9.9%                             | 10.8%                            | 9.9%                             | 11.3%                            |
| 11         | 11 de septiembre de 2013  | 9.4%                             | 11.1%                            | 9.5%                             | 10.8%                            |
| 12         | 12 de septiembre de 2013  | 9.4%                             | 11.2%                            | 11.0%                            | 12.4%                            |
| 13         | 18 de septiembre de 2013  | 8.3%                             | 9.7%                             | 8.7%                             | 10.0%                            |
| 14         | 19 de septiembre de 2013  | 8.6%                             | 10.4%                            | 8.8%                             | 9.7%                             |
| 15         | 25 de septiembre de 2013  | 9.3%                             | 10.5%                            | 9.4%                             | 10.8%                            |
| dieciséis  | 26 de septiembre de 2013  | 10.4%                            | 11.9%                            | 11.0%                            | 12.9%                            |
| Promedio   | Promedio                  | 9.1%                             | 10.7%                            | 9.5%                             | 11.0%                            |

## Premios y nominaciones
| Año  | Premio                         | Categoría                                        | Nominado      | Resultado |
| ---- | ------------------------------ | ------------------------------------------------ | ------------- | --------- |
| 2013 | 2º Premios estrella APAN       | Premio a la Excelencia, Actor                    | Lee Joon-gi   | Ganador   |
| 2013 | 2º Premios estrella APAN       | Premio a la Excelencia, Actriz                   | Kim So-yeon   | Ganador   |
| 2013 | 2º Premios estrella APAN       | Premio a la actuación, actor                     | Chun Ho-jin   | Nom       |
| 2013 | 2º Premios estrella APAN       | Mejor escritor                                   | So Hyun-kyung | Ganador   |
| 2013 | Premios de drama MBC           | Premio a la Excelencia, Actor en una miniserie.  | Lee Joon-gi   | Nom       |
| 2013 | Premios de drama MBC           | Premio a la Excelencia, actriz en una miniserie. | Kim So-yeon   | Nom       |
| 2013 | Premios de drama MBC           | Premio a la Excelencia, actriz en una miniserie. | Park ha-sun   | Nom       |
| 2013 | Premios de drama MBC           | Premio a la actuación de oro, actor              | Jo Min-ki     | Nom       |
| 2014 | 50 Premios de arte de Baeksang | Actor más popular (TV)                           | Lee Joon-gi   | Nom       |
| 2014 | 50 Premios de arte de Baeksang | Actriz más popular (TV)                          | Park ha-sun   | Nom       |